# Biała Prudnicka
Biała Prudnicka (alemany: Zülz, txec: Bělá, llatí: Bela, Czolz) és una ciutat situada al sud-oest de Polònia, a la vora del riu Biała, al Voivodat d'Opole, amb una població de 2.442 habitants segons el cens de 2018.

## Educació
- Publiczna Szkoła Podstawowa im. Jarosława Iwaszkiewicza
- Publiczne Gimnazjum
- Technikum
- Zasadnicza Szkoła Zawodowa

## Esports
- LKS Polonia Biała (futbol)
- AP Biała (futbol)
- Tigers Biała (futbol)
- White MTB Team Biała (ciclisme)

## Ciutats agermanades
Biała està agermanada amb:
- Marienheide
- Mĕsto Albrechtice
- Vlčice